# Croce di guerra di Guglielmo Ernesto
La Croce di guerra di Guglielmo Ernesto (Wilhelm-Ernst Kriegskreuz) fu un'onorificenza fondata dal Granduca Guglielmo Ernesto di Sassonia-Weimar-Eisenach il 10 giugno 1915 nell'ambito dell'Impero di Germania.

## Storia
La croce di guerra di Guglielmo Ernesto fu un'onorificenza creata dal granduca di Sassonia-Weimar-Eisenach per premiare quanti si fossero distinti in guerra durante la prima guerra mondiale. La decorazione venne destinata prevalentemente agli uomini dell'Infanterie-Regiments Großherzog von Sachsen (5. Thüringisches) di personale proprietà del granduca, ma in generale l'onorificenza venne destinata a ufficiali, sottufficiali e uomini d'esercito. Erano inoltre ammessi al conferimento della medaglia tutti gli insigniti della Croce di Ferro tedesca di I classe.

## Descrizione
- La croce è composta di una croce patente in metallo smaltato di bianco e filettato in argento avente sul fronte un tondo con un falco bianco smaltato su sfondo raggiante dorato, il tutto contornato da corona d'alloro smaltata. Sul retro si trova un tondo smaltato d'azzurro avente al centro il monogramma del granduca regnante "WE" ("Wilhelm Ernst") coronato con la corona granducale in oro e sul braccio inferiore riporta la data "1915". Sul retro della croce si trovavano due spade incrociate. È curioso notare come il retro della medaglia non fosse praticamente mai visibile in quanto essa era applicata a mo' di spilla e quindi la decorazione era priva di nastro.